# Herb Pasymia
Herb Pasymia – jeden z symboli miasta Pasym i gminy Pasym w postaci herbu.

## Wygląd i symbolika
Herb przedstawia w polu srebrnym pod czerwonym ostrołukiem Matkę Boską w koronie z Dzieciątkiem Jezus na lewej 
ręce i berłem w prawej. Szata Marii jest niebieska, aureole nad głową Matki i Dziecka złote, tak jak włosy opadające na ramiona Marii.
Wizerunek Maryi w herbie Pasymia tłumaczyć można tym, że miasto zostało założone i przez długi czas znajdowało się w rękach Krzyżaków, czyli Zakonu Najświętszej Maryi Panny, którego Maryja była patronką.
Kolory w herbie symbolizują: srebro-biel – czystość, prawdę, niewinność; złoto-żółty – wiarę, stałość, mądrość, chwałę; błękit-lazur – czystość, lojalność, wierność; purpura-szkarłat – umiarkowanie.

## Historia
Herb znany jest z pieczęci nadanej przez mistrza krzyżackiego Konrad Zöllner von Rotenstein, wraz z podniesieniem wsi do rangi miast w 1386 roku. W 1945 roku Pasym utracił prawa miejskie, które odzyskał dopiero 1 stycznia 1997 roku, a w 2003 w statucie przyjęto herb. Z powodu błędów heraldycznych (między innymi: aureola miała niewłaściwy kształt i usytuowanie, berło dotykało murów) 10 maja 2018 został ustanowiony nowy herb uwzględniający zalecenia Komisji Heraldycznej.